# Гранітненська сільська рада (Волноваський район)
| Гранітненська сільська рада — колишній орган місцевого самоврядування у Волноваському районі Донецької області з адміністративним центром у c. Гранітне. До 2014 належало до Тельманівського району. Сільській раді були підпорядковані населені пункти: - c. Гранітне - с. Старомар'ївка |

## Склад ради
Рада складалася з 20 депутатів та голови.

## Керівний склад сільської ради
| ПІБ                         | Основні відомості                                                         | Дата обрання | Дата звільнення |
| --------------------------- | ------------------------------------------------------------------------- | ------------ | --------------- |
| Хайтулов Леонід Миколайович | Сільський голова, 1955 року народження, освіта, член Партії регіонів      | 26.03.2006   | 31.10.2010      |
| Хайтулов Леонід Миколайович | Сільський голова, 1955 року народження, освіта вища, член Партії регіонів | 31.10.2010   |                 |

Примітка: таблиця складена за даними джерела